# Psalm 128

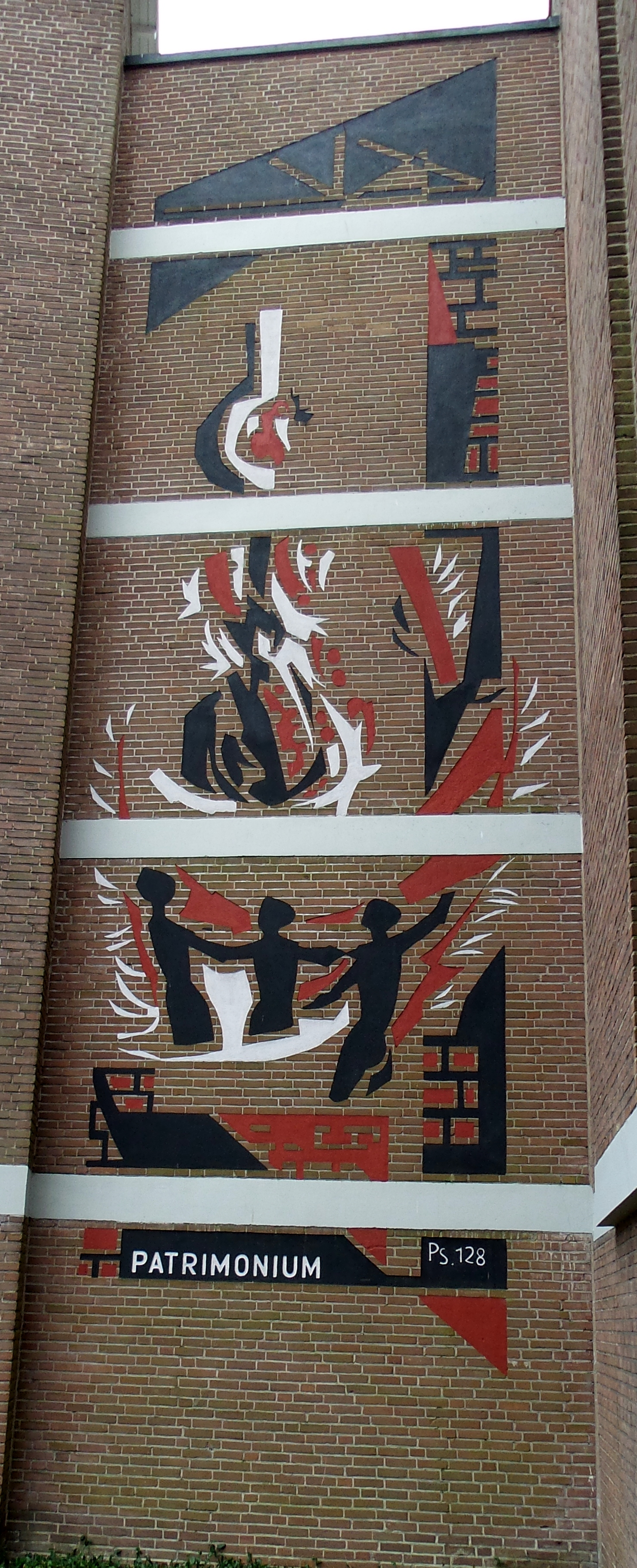
Künstlerische Darstellung des Psalms auf einer Hauswand in Amsterdam

Der 128. Psalm ist ein biblischer Psalm aus dem fünften Buch des Psalters. Er wird durch den ersten Vers, wie alle Psalmen von Psalm 120 bis einschließlich Psalm 134, als Wallfahrtslied bezeichnet. Der so übersetzte Begriff deutet wohl auf „Stufen“ hin, was vielfach auf die Stufen zum Tempel bezogen wird. Basierend darauf folgt die Interpretation, dass diese Psalmen bei Wallfahrten nach Jerusalem gesungen wurden.

## Inhalt
Psalm 128 gehört zur Gruppe der Weisheitspsalmen. Er enthält eine Zusage des Segens an die Gerechten, deren Leben von Gottesfurcht geprägt ist. Ihnen wird ihr Anteil an den Segnungen zugesichert, die von Gott seinem Volk verheißen wurden.
Nach der griechischen Zählung der Septuaginta, die auch von der lateinischen Vulgata verwendet wird, trägt der Psalm die Nummer 127.

## Rezeption
Der Psalm erfuhr in der Vulgatafassung Beati omnes qui timent Dominum zahlreiche Vertonungen u. a. Motetten von:
- Lupus Hellinck
- Nicolas Gombert
- Christian Hollander
- Benedictus Appenzeller
- Antonio Scandello
- Thomas Bachofen
- Henry Purcell, Z 131, (c. 1680)
- Stephan Lück